# David Bustos
Pour les articles homonymes, voir Bustos.
David Bustos González, né le 25 août 1990 à Palma de Majorque, est un athlète espagnol spécialiste du demi-fond.

## Palmarès
| Date | Compétition                                  | Lieu           | Résultat | Épreuve | Performance   |
| ---- | -------------------------------------------- | -------------- | -------- | ------- | ------------- |
| 2007 | Festival olympique de la jeunesse européenne | Belgrade       | 1er      | 1 500 m | 3 min 53 s 24 |
| 2009 | Championnats d'Europe juniors                | Novi Sad       | 1er      | 1 500 m | 3 min 53 s 31 |
| 2010 | Championnats ibéro-américains                | San Fernando   | 1er      | 1 500 m | 3 min 43 s 19 |
| 2011 | Championnats d'Europe espoirs                | Ostrava        | 3e       | 1 500 m | 3 min 50 s 59 |
| 2012 | Championnats d'Europe                        | Helsinki       | 3e       | 1 500 m | 3 min 46 s 45 |
| 2016 | Championnats d'Europe                        | Amsterdam      | 2e       | 1 500 m | 3 min 46 s 90 |
| 2016 | Jeux olympiques                              | Rio de Janeiro | 7e       | 1 500 m | 3 min 51 s 06 |

## Records
| Épreuve      | Performance   | Lieu      | Date         |
| ------------ | ------------- | --------- | ------------ |
| 800 mètres   | 1 min 46 s 12 | Barakaldo | 23 juin 2010 |
| 1 500 mètres | 3 min 34 s 77 | Huelva    | 7 juin 2012  |

| Épreuve      | Performance   | Lieu    | Date            |
| ------------ | ------------- | ------- | --------------- |
| 800 mètres   | 1 min 47 s 50 | Doha    | 13 mars 2010    |
| 1 500 mètres | 3 min 40 s 23 | Valence | 15 janvier 2010 |